# Jaime Aparicio
Jaime Aparicio Rodewalt (* 17. August 1929 in Lima, Peru) ist ein ehemaliger kolumbianischer Hürdenläufer und Sprinter.
Bei den Juegos Bolivarianos 1947/48 siegte er über 400 Meter Hürden und gewann Silber über 400 Meter. Bei den Olympischen Spielen in London schied er in beiden Disziplinen im Vorlauf aus.
1950 triumphierte er bei den Zentralamerika- und Karibikspielen über 400 Meter Hürden.
Im Jahr darauf siegte er bei den Panamerikanischen Spielen 1951 in Buenos Aires über 400 Meter Hürden. Bei den Juegos Bolivarianos verteidigte er seinen Titel in dieser Disziplin und gewann Silber über 200 Meter.
1954 verteidigte er bei den Zentralamerika- und Karibikspielen seinen Titel über 400 Meter Hürden und gewann Silber über 200 Meter. Auch bei den Südamerikameisterschaften in São Paulo holte er Gold über 400 Meter Hürden und Silber über 200 Meter. Im darauffolgenden Jahr gewann er bei den Panamerikanischen Spielen 1955 in Mexiko-Stadt Silber.
1956 siegte er bei den Südamerikameisterschaften in Santiago über 400 Meter und 400 Meter Hürden und gewann Silber über 200 Meter. Bei den Olympischen Spielen in Melbourne kam er über 400 Meter und 400 Meter Hürden erneut nicht über die erste Runde hinaus.
Bei den Südamerikameisterschaften 1958 in Montevideo holte er Silber über 400 Meter Hürden.

## Persönliche Bestzeiten
- 100 m: 10,4 s, 1948, Cali
- 200 m: 21,4 s, 29. Januar 1954, Bogotá
- 400 m: 47,6 s, 1955
- 400 m Hürden: 51,7 s, 14. März 1955, Mexiko-Stadt